# アトック
アトック（Attock、パンジャブ語/ウルドゥー語: اٹک）、旧称キャンベルプール（Campbellpur、کیمبل پور）は、パキスタン北部のパンジャーブ州にあり、首都イスラマバードからさほど遠くないところに位置する都市。アトック県の県庁、アトック郡（アトック・テシル）の郡庁が置かれている。この都市は、16世紀にムガル帝国の皇帝アクバルが建設させた都市であるアトック・クルドから南東に20キロメートルほど離れた場所に、1908年に建設され、当初はサー・コリン・キャンベルの名に因んでキャンベルプールと名付けられた。

## 地名の由来
この都市は、サー・コリン・キャンベル（英語版）の名に因んで、1908年にキャンベルボール (Campbellpore)、ないし、キャンベルプール (Campbellpur) と名付けられた。その後、1978年にアトック (Attock) と改称されたが、これは「山の麓」という意味である。

## 地理
アトックは、インダス川の支流であるハロ川の近傍、ラーワルピンディーから80 km (50 mi)、ペシャーワルから100 km (62 mi)、カムラのパキスタン航空コンプレックスから10 km (6 mi)という位置にある。

## 歴史

### 背景
アトックは、歴史的に重要な地方に位置している。古代王国ガンダーラは、現在のパキスタンのスワット谷 (Swat valley) やパトワール高原地方や、アフガニスタン北東部のジャラーラーバードにも広がっていた。インダス川中流域のこの一帯には、主だった都市としてタキシラやペシャーワルも位置している。この場所は、カイバル峠を越えてアフガニスタンへと向かおうとする軍勢や隊商が、インダス川を渡るところであり、政治的にも商業的にも重要であった。アレクサンドロス大王も、ティムールも、ナーディル・シャーも、インドに侵攻する際にはこの辺りでインダス川を渡った。
アトック砦が完成したのは1583年のことで、ムガル帝国の皇帝アクバルの大臣であったカワジャ・シャムスディン・カワフィが建設を指揮した。1758年4月28日には、アトック・クルドで、（1758年の）アトックの戦いが、インド側のマラーター同盟と、ドゥッラーニー帝国の間で戦われた。マラーター王国宰相（ペーシュワー）ラグナート・ラーオと、マハーラージャ・トゥコージー・ラーオ・ホールカルに率いられたマラーター軍が勝利し、アトックを奪取した。同年5月8日には、ペシャーワルの戦いでもマラーター軍がドゥッラーニー軍を破り、ペシャーワルを奪取した。マラーター軍は、さらに進んでアフガニスタンとの国境に迫った。しかし、このマラーターのインド北西部征服は長続きせず、パンジャーブのアワド太守（ナワーブ）がアトックを攻略し、先の敗北に危機感をもったアフマド・シャー・ドゥッラーニーが太守と条約を結んでアトックを再度占領した。この条約によって、アトックは、アフガニスタンと太守によって分有されることになった。ムガル帝国が衰退すると、シク教徒たちがアトック県に侵入し、当地を占領した。シク教徒たちは信仰の自由を保証し、地元のムスリムたちを尊重した。シク王国（1801年 - 1849年）は、マハーラージャ・ランジート・シング（1780年–1839年）の下で、1813年にパンジャブに置かれたアフガニスタン王国の太守からアトック砦を奪取した。
1849年、アトック・クルド（オールド・アトック、Old Attock）は、イギリス東インド会社に征服され、キャンベルプール地区 (Campbellpur District) が新設された。1857年のインド大反乱の後、イギリス側はこの地方の戦略的な重要性を強く認識して、1857年から1858年にかけてキャンベルプール常駐地を建設した。キャンベルプール地区は1904年に再編され、ジェーラム県のタラガング郡（テシル）とラーワルピンディー県のピンディゲブ、ファテ・ジャング、アトックの諸郡によって、キャンベルプール県が編成された。

### 創設
市街地の基礎は、1908年に英印軍総司令官だったサー・コリン・キャンベルによって敷かれ、彼に因んで命名された。16世紀頃に建設された旧市街は、南アジアと中央アジアを結ぶ主要経路を守るアトック砦の近くに建設されたものであった。1915年には、カウルに、アトックで最初の油井が掘削され、アトック石油会社 (Attock Oil Company) が設立された。ジャンド (Jand) に近いダッキニー (Dakhini) やファテ・ジャングには、油田やガス田がある。

### 現代
1947年のインド・パキスタン分離独立の後、少数派であるヒンドゥー教徒やシク教徒は、インドへと移り住み、代わってインドから逃れてきた難民がアトックに定着した。パキスタン政府は1978年にキャンベルプールをアトックと改称した。この都市と周辺は、パキスタン軍の展開が目立つ地域としても知られている。

## 教育
パキスタンの教育事情に関する書籍である『Alif Ailaan Pakistan District Education Rankings』の2014年版によれば、アトックは調査対象とされた146県のパキスタンの県のうち教育の質が第3位であるという。諸施設やインフラストラクチャーの整備については、146県中17位とされた。県内の教育についての詳しい情報はオンラインでも入手可能である。Army Public School（陸軍の公設学校、高等教育機関）、Government College of Technology（政府が設ける国立の工科系高等教育機関）、ビーコン・ライト・イングリッシュ・モデル中等学校、COMSATS大学イスラマバード、Punjab College Attockなどが、アトックにおける重要な教育機関である。